# Sven Schmid
Sven Schmid (Johannesburg, 21 gennaio 1978) è uno schermidore tedesco, vincitore di una medaglia di bronzo nella scherma ai giochi olimpici.

## Palmarès
In carriera ha conseguito i seguenti risultati:
- Giochi olimpici

Atene 2004: bronzo nella spada a squadre.
- Mondiali di scherma

Lipsia 2005: argento nella spada a squadre.
- Europei di scherma

Funchal 2000: bronzo nella spada a squadre.
Plovdiv 2009: oro nella spada a individuale.